# Port lotniczy Hornafjörður
Port lotniczy Hornafjörður (isl. Hornafjörðurflugvöllur, IATA: HFN, ICAO: BIHN) – islandzki port lotniczy w zlokalizowany w miejscowości Höfn.

## Kierunki lotów i linie lotnicze
| Linia lotnicza | Kierunek     |
| -------------- | ------------ |
| Eagle Air      | 1. Reykjavík |